# Franz Kreil
Franz Sales von Kreil (cca 1791 Horní Rakousy – 4. července 1867 Linec) byl rakouský státní úředník a politik německé národnosti z Horních Rakous, během revolučního roku 1848 poslanec Říšského sněmu.

## Biografie
Od roku 1816 působil ve státní službě. Později dosáhl titulu dvorního rady. Byl mu udělen Císařský rakouský řád Leopoldův. 12. března 1855 byl povýšen do rytířského stavu.
Během revolučního roku 1848 se zapojil do veřejného dění. V doplňovacích volbách koncem roku 1848 byl zvolen na ústavodárný Říšský sněm poté, co rezignoval poslanec Anton Hofer. Volba byla potvrzena v prosinci 1848. Zastupoval volební obvod Freistadt. Tehdy se uváděl coby krajský hejtman. Řadil se ke sněmovní pravici.
Později byl místodržitelským viceprezidentem. Z této funkce byl penzionován v říjnu 1859. Zemřel červenci 1867 ve věku 76 let.